# Tăureni (Mureș)
Tăureni [təuˈrenʲ] (ungarisch Mezőtóhát oder auch Tóhát) ist eine Gemeinde im Kreis Mureș in der Region Siebenbürgen in Rumänien.

## Geographische Lage

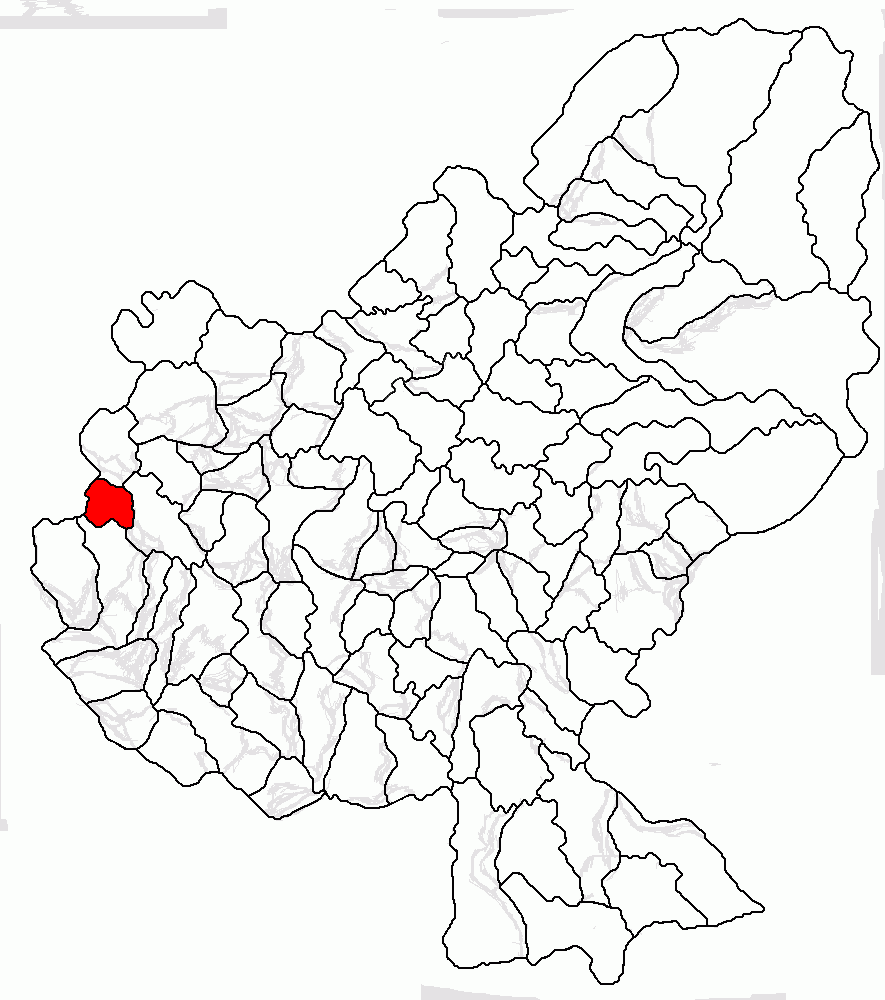
Lage der Gemeinde Tăureni im Kreis Mureș

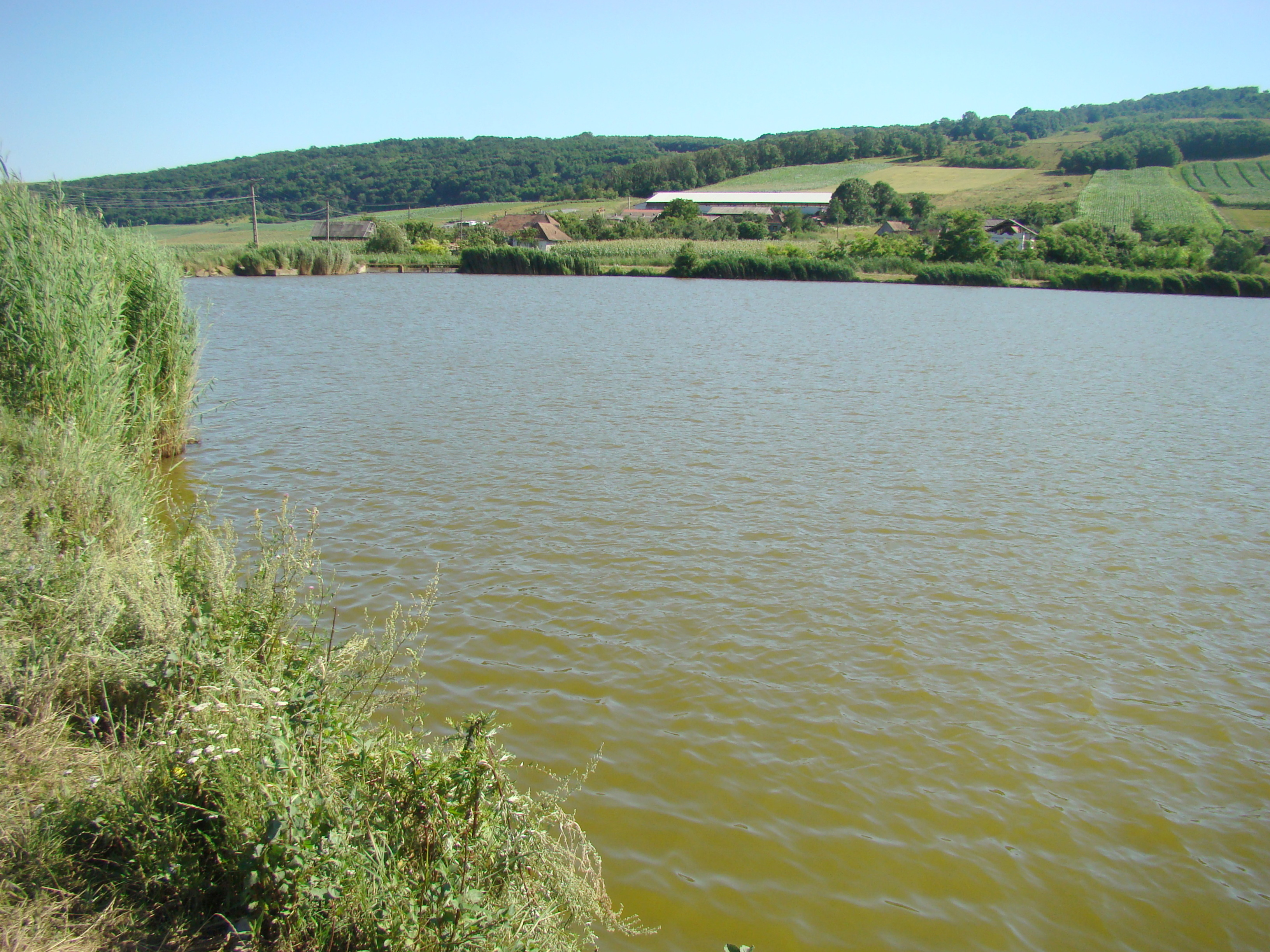
Stausee bei Tăureni

Die Gemeinde Tăureni liegt in der Siebenbürgischen Heide (Câmpia Transilvaniei) – Teil des Siebenbürgischen Becken – im Westen des Kreises Mureș am Pârâul de Câmpie ein rechter Zufluss des Mureș (Mieresch). An der Kreisstraße (Drum județean) DJ 151 und der eingleisigen 94 Kilometer langen  Bahnstrecke Luduș–Măgheruș Șieu (5 km auf Tăurenis Gemeindegebiet) befindet sich der Ort Tăureni 14 Kilometer nördlich der Kleinstadt Luduș (Ludasch) und etwa 60 Kilometer westlich von der Kreishauptstadt Târgu Mureș (Neumarkt am Mieresch) entfernt.

## Geschichte
Der Ort Tăureni wurde 1454 erstmals urkundlich erwähnt, war im Mittelalter ein rumänisches Hörigendorf und gehörte zum Herrenhof Gieresch. Die Magyaren des Gemeindezentrums sind größtenteils Nachfahren reformierter Kleinadliger.
Im Königreich Ungarn gehörten die Orte der heutigen Gemeinde dem Stuhlbezirk Marosludas in der Gespanschaft Torda-Aranyos und anschließend dem historischen Kreis Mureș und ab 1950 dem heutigen Kreis Mureș an.
Auf dem Gemeindegebiet sind nicht alle Haushalte an das etwa 8,5 Kilometer lange Trinkwassernetz angeschlossen; ein Abwassernetz ist nicht vorhanden. Etwa 270 Haushalte sind an das 22 Kilometer lange Gasnetz der Gemeinde angeschlossen. In der Gemeinde sind eine Möbelfabrik und zwei Getreidemühlen vorhanden.

## Bevölkerung
Die Bevölkerung der Gemeinde Tăureni entwickelte sich wie folgt:
| 1850 | 822   | 753   | 8   | 1 | 60             |
| 1920 | 1.171 | 887   | 229 | - | 55             |
| 1966 | 1.943 | 1.872 | 60  | - | 11             |
| 2002 | 1.049 | 657   | 19  | - | 73             |
| 2011 | 989   | 813   | 13  | - | 163            |
| 2021 | 919   | 759   | 4   | - | 156 (125 Roma) |

Seit 1850 wurde auf dem Gebiet der heutigen Gemeinde die höchste Einwohnerzahl und die der Rumänen 1966 ermittelt. Die höchste Anzahl der Magyaren wurde 1920, die der Roma (140) 2011 und die der Rumäniendeutschen (17) 1890 registriert.
Die Hauptbeschäftigung der Gemeindebevölkerung ist die Landwirtschaft und Viehzucht.

## Sehenswürdigkeiten
- Außer den beiden Stauseen, etwa 155 Hektar groß, welche zum Fischfang und als Erholungsgebiet genutzt werden, sind in der Gemeinde Tăureni keine nennenswerte Sehenswürdigkeiten zu erwähnen.